# Севастьянов, Владимир Иванович (инженер)
Владимир Иванович Севастьянов (24 июля 1904, Орёл — 18 ноября 1988) — советский гидростроитель, лауреат Сталинской премии (1952).

## Биография
До 1948 г. работал в проектном бюро гидростроения.
С мая 1948 года главный инженер Донского строительного района на Волго-Донском канале. С 1952 года главный инженер СМУ Левого берега на строительстве Куйбышевской ГЭС. Одновременно преподавал в филиале Куйбышевского индустриального института при Куйбышевгидрострое.
Во второй половине 1950-х гг. начальник научно-исследовательского сектора «Гидропроекта». Затем — начальник технического управления Министерства строительства электростанций СССР.
После аварии в Чайковском шлюзе приказом министра от 16 мая 1962 года освобождён от должности. Работал в производственно-техническом отделе «Главгидроэнергостроя». Приговором Пермского областного суда от 23 августа 1962 года признан виновным в преступлении, предусмотренном частью 2 статьи 170 Уголовного кодекса РСФСР («Злоупотребление властью или служебным положением») и приговорен к 6 лет лишения свободы. Приговор был обжалован, и реальный срок заменен на условный.
После этого вернулся на должность начальника научно-исследовательского сектора «Гидропроекта».

## Научные труды
- Крупнейшие гидроэнергетические стройки СССР [Текст] / В. И. Севастьянов, лауреат Гос. премии СССР. — Москва : Знание, 1978. — 64 с. : ил.; 20 см.
- Проектирование и строительство плотин в Италии [Текст]. — Москва ; Ленинград : Энергия, 1966. — 104 с. : ил., карт.; 20 см.
- Бетонные работы при строительстве судоходных шлюзов [Текст]. — Москва : Энергия, 1973. — 160 с. : ил.; 20 см.
- Гидравлика сооружений [Текст] : [Сборник статей] / Под ред. В. И. Севастьянова. — Москва : Энергия, 1968. — 408 с., 2 л. черт. : ил.; 27 см. — (Труды/ М-во энергетики и электрификации СССР. Всесоюз. ордена Ленина проектно-изыскательский и науч.-исслед. ин-т «Гидропроект» им. С. Я. Жука; Сб. 15).

## Награды и звания
- Сталинская премия 2 степени (1952) — за внедрение в гидротехническое строительство новых способов водопонижения.